# Старий Чиндант
Старий Чинда́нт (рос. Старый Чиндант) — село у складі Ононського району Забайкальського краю, Росія. Входить до центру Чиндантського сільського поселення.

## Населення
Населення — 107 осіб (2010; 152 у 2002).
Національний склад (станом на 2002 рік):
- росіяни — 69 %